# Pall Mall, London
Pall Mall är en gata i West End, London, från Trafalgar Square till trakten av Green Park. Gatan är främst känd för de många herrklubbar som är belägna efter gatan.
Den har fått sitt namn efter det krocketliknande spelet pall-mall, som var mycket populärt i England under 1600-talet, en bana för spelet fanns tidigare där gatan nu går fram.